# Тетела
Тетела, батетела — народ Демократической Республики Конго группы монго, говорят на языке тетела. Основной район проживания между городом Лусамбо и рекой Луалаба. Традиционное хозяйство основано на рыболовстве и земледелии. Исторически известны своим участием в освободительных Восстаниях батетела.

## Известные представители
- Патрис Лумумба — премьер-министр Демократической Республики Конго (1960)